# علیبک عثمانوف
علیبک عثمانوف (به قرقیزی: Алибек Осмонов؛ زادهٔ ۷ نوامبر ۱۹۹۶) یک کشتی‌گیر آزادکار اهل کشور قرقیزستان است.
از افتخارات وی می‌توان به کسب مدال برنز قهرمانی کشتی جهان ۲۰۲۱ اشاره کرد.

## فعالیت حرفه‌ای

### قهرمانی کشتی جهان ۲۰۲۱
عثمانوف در وزن ۶۵ کیلوگرم کشتی آزاد قهرمانی کشتی جهان ۲۰۲۱ اسلو شرکت کرد، او در مسابقه های اول تا سوم مروان یزا از فرانسه، مارکوس سیکوریا از برزیل و واسیل شوپتار از اوکراین را شکست داد اما در نیمه نهایی به امیرمحمد یزدانی از ایران باخت و به دیدار رده‌بندی رفت. وی در دیدار رده‌بندی کریستوف بینکوفسکی از لهستان را شکست داد و مدال برنز را بدست آورد.